# Hail Grenada
Hail Grenada ist die Nationalhymne von Grenada seit der Unabhängigkeit des Landes 1974. Der Text stammt von Irva Merle Baptiste und die Melodie von Louis Arnold Masanto.

## Englischer Text
Hail! Grenada, land of ours,
We pledge ourselves to thee,
Heads, hearts and hands in unity
To reach our destiny.
Ever conscious of God,
Being proud of our heritage,
May we with faith and courage
Aspire, build, advance
As one people, one family.
God bless our nation.

## Deutsche Übersetzung
Heil! Grenada, unser Land,
Wir verpflichten uns dir,
Köpfe, Herzen und Hände in Einheit,
Um unsere Bestimmung zu erfüllen.
In immerwährendem Bewusstsein an Gott,
Stolz auf unser Erbe,
Mögen wir in Glauben und Tapferkeit
Sterben, bauen, verbessern
Wie ein Volk, wie eine Familie.
Gott segne unsere Nation.